# Cephalaspidea
Cephalaspidea је група пужева код којих је још увек присутна љуштура, која се код неких сродних представника из групе Opisthobranchia потпуно губи. Поседују главени диск који има улогу у копању песка или муља.

## Класификација
Према интегрисаном таксономском систему информација, ради се о реду (P. Fischer, 1883), коме припадају следеће породице:
- -{Acteocinidae
- Aglajidae
- Aplustridae
- Bullidae (Rafinesque), 1815
- Bullinidae
- Cylichnidae (A. Adams), 1850
- Diaphanidae (Odhner), 1922
- Gastropteridae (Swainson), 1840
- Haminoeidae (Pilsbry), 1895
- Hydatinidae
- Notodiaphanidae
- Philinidae (Gray), 1850
- Retusidae (Thiele), 1926
- Ringiculidae
- Runcinidae (H. and A. Adams), 1854}-

Према класификацији пужева, коју су 2005. дали Bouchet & Rocroi, овој групи припадају следеће суперфамилије:
- Суперфамилија  : фамилија
- Суперфамилија  : фамилије Diaphanidae и Notodiaphanidae,
- Суперфамилија  : фамилије  и
- Суперфамилија  : фамилије Philinidae, Aglajidae, Cylichnidae, Gastropteridae, ,  и
- Суперфамилија  : фамилије  и